# Gomeisa
Gomeisa (β CMi / β Canis Minoris / Beta Canis Minoris) è la seconda stella più brillante della costellazione del Cane Minore.

## Osservazione
Si tratta di una stella situata nell'emisfero celeste boreale, ma molto in prossimità dell'equatore celeste; ciò comporta che possa essere osservata da tutte le regioni abitate della Terra senza alcuna difficoltà e che sia invisibile soltanto nelle aree più interne del continente antartico. Nell'emisfero nord invece appare circumpolare solo molto oltre il circolo polare artico. La sua magnitudine pari a 2,9 fa sì che possa essere vista senza difficoltà anche dai piccoli centri urbani.
Il periodo migliore per la sua osservazione nel cielo serale ricade nei mesi compresi fra dicembre e maggio; da entrambi gli emisferi il periodo di visibilità rimane indicativamente lo stesso, grazie alla posizione della stella non lontana dall'equatore celeste.

## Caratteristiche
Si tratta di una calda stella bianco-azzurra di sequenza principale di classe spettrale B8 Ve situata nella sequenza principale. La "e" dopo la classe di luminosità ("V") indica che lo spettro della stella presenta delle linee di emissione, il che la fa classificare tra le stelle Be, al pari di γ Cassiopeiae o Alcyone (η Tauri). La stella possiede una massa oltre tre volte quella solare, un raggio quattro volte quello solare e una luminosità 235 volte maggiore, con una temperatura effettiva di 11.500 K. Come altre stelle con caratteristiche simili, Gomeisa possiede un'alta velocità di rotazione, di almeno 250 km/s, 125 volte la velocità di rotazione del Sole. La rapida rotazione fa sì che dall'equatore della stella si diparta un disco di materia, che è all'origine dell'emissione riscontrata nello spettro; il diametro di questo disco è quasi quattro volte quello della stella ed è stato misurato in maniera diretta. Come Nunki (σ Sagittarii) o Adhara (ε Canis Majoris), Gomeisa è circondata da una fine nube di mezzo interstellare, che risulta riscaldata dalla radiazione emessa dalla stella, ed è classificata come stella Be.
La magnitudine apparente di Gomeisa risulta lievemente variabile, tra 2,84 e 2,92; le indagini astrofisiche hanno mostrato che la stella appartiene alla classe delle variabili Gamma Cassiopeiae.

## Nella cultura
Il nome Gomeisa deriva dall'arabo الغميصاء al-ghumaisa’ "la donna dagli occhi annebbiati", abbreviazione di مرزم الغميصاء mirzam al-ghumaisa’, "la cintura della donna con gli occhi annebbiati". Il nome arabo è molto simile a quello assegnato a Procione.